# ゴースト・フリート・オーヴァーロード

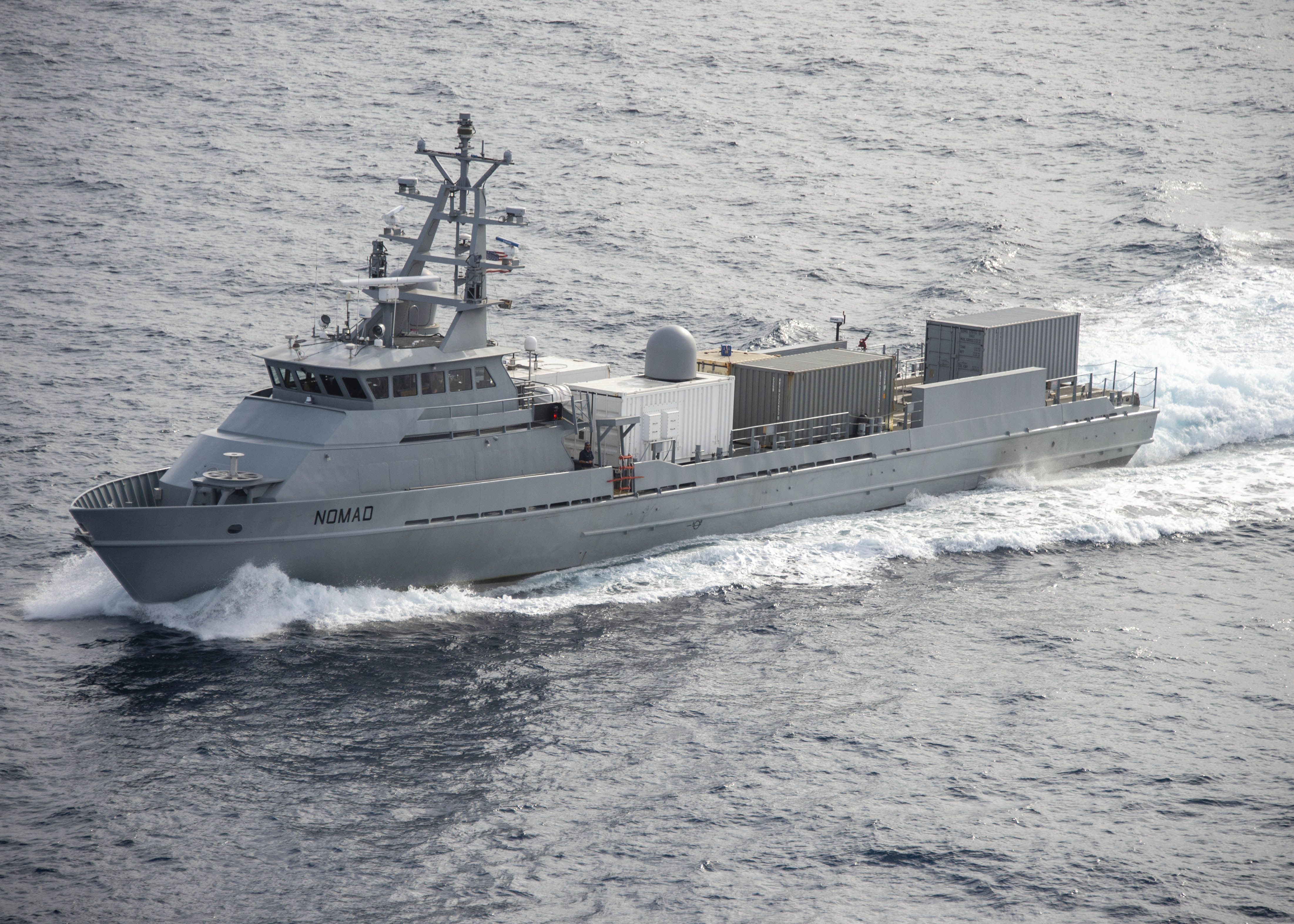
ゴースト・フリート・オーヴァーロードで開発されたノーマッド（Nomad）（2022年）

ゴースト・フリート・オーヴァーロード（英語: Ghost Fleet Overlord）は、アメリカ海軍がアメリカ国防総省戦略能力室と2018年に共同で立ち上げた自立型無人船開発計画。

## 概要

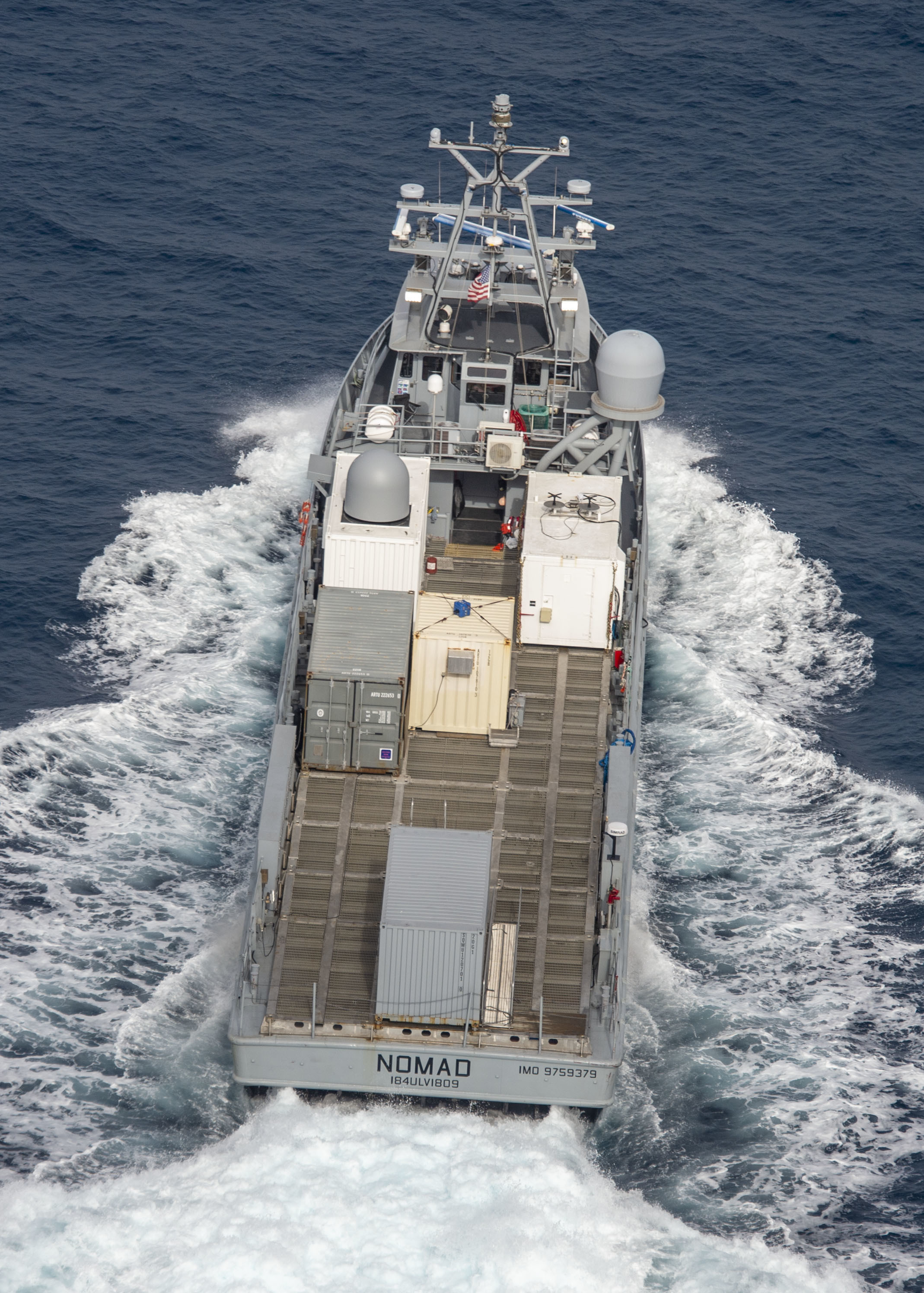
ノーマッド（Nomad）の後部ミッション機材搭載エリア（2022年）

ゴースト・フリート・オーヴァーロードでは、既存の民間向け船舶を改造して大型無人船（英語: Large Unmanned Surface Vehicle、略称LUSV）を開発、自律システム試験と武装化試験を実施して実用化につなげるものとなっている。
これに伴い、1隻目の「レンジャー」と2隻目の「ノーマッド」が2019年に既存船を改造して誕生し、2020年9月18日から試験が開始された。アラバマ州モービルを出航した「レンジャー」は、パナマ運河を経由して太平洋に進出後、2020年11月5日にカリフォルニア州ポート・ヒューニーメに到着。航行距離約8,704 kmのうち97 %が自律航行だったとされる。
「ノーマッド」も2021年にメキシコ湾岸からカリフォルニア州ポイント・ロマまで航行し、航行距離約8,188 kmのうち98 %が自律航行だった。
2022年3月までにこの2隻で累計5万3675 kmの自律航行を記録、長距離航行、自律運用、C4Iシステムとの相互運用性検証、機械・電気系統の試験も行われた。また、2020年末には、「レンジャー」の後部甲板に4セルのミサイル発射機を仮設し、外部からデータと発射指令を送信してのRIM-174 SM-6 艦対空ミサイルの実射試験が行われている。
「レンジャー」と「ノーマッド」に続く無人船として、3隻目の「ヴァンガード」がL-3 コミュニケーションズを主契約社にオースタル USAで、4隻目の「マリナー」がレイドスを主契約社にガルフ・クラフトで改造が行われている。なお、「マリナー」にはイージスシステムの管制機能が搭載され、他のイージス艦とのリンクが可能になるほか、発電機を2基から3基に増強、ミッション機材の搭載エリアとして前部甲板に20フィートコンテナ2個分、後部甲板に40フィートコンテナ4個分または20フィートコンテナ8個分の空間が確保される。
これら無人船には航行時に6名の乗員が乗船し、必要に応じて手動操作を行っている。